# Statues-menhirs de Réganel
Les statues-menhirs de Réganel sont trois statues-menhirs appartenant au groupe rouergat découvertes à Coupiac, dans le département de l'Aveyron en France.

## Généralités
Trois statues-menhirs ont été découvertes vers 1950 par M. Rayssac au lieu-dit Le Planas près de la ferme de Réganel. Les deux premières ont été données à sa demande au Dr. R. Lelion, un collectionneur parisien. Seules les photographies prises par Louis Balsan ont permis d'en faire des copies. La troisième était très abîmée.

## Statue n°1
Elle a été sculptée sur une dalle de grès permien. Il n'en demeure que le fragment supérieur mesurant 1,05 m de hauteur sur 0,75 m de largeur et 0,27 m d'épaisseur. La partie supérieure droite du fragment est endommagée.
Un premier personnage a été sculpté puis les sculptures ont été effacées, il n'en demeure que le bras droit et la ceinture. Dans un second temps, un personnage féminin a été sculpté. La sculpture de ce deuxième personnage est d'une grande finesse. Le visage a été traité de manière très réaliste. Les yeux sont surmontés d'une arcade sourcilière. C'est l'un des trois exemples connus de statue où le visage comporte une bouche. Le menton est représenté. Seul le sein droit subsiste. Au dos, la chevelure et les crochets-omoplates sont visibles. Le personnage porte un collier à cinq rangs, une pendeloque en « Y » et une ceinture décorée de chevrons,.

## Statue n°2
Elle a été gravée sur une dalle de grès permien. L'extrémité supérieure de la statue a disparu, le fragment restant mesure 0,74 m de hauteur sur 0,39 m de largeur et 0,11 m d'épaisseur. Contrairement aux autres statues-menhirs féminines, elle n'a pas été sculptée mais gravée. Les gravures sont très nettes. Elles représentent les seins, les bras, les mains, un collier à cinq rangs et la ceinture dans la partie haute. Dans la partie basse, les jambes sont absentes. Au dos, la chevelure et la ceinture sont représentées,.

## Statue n°3
Il s'agit de l'extrémité inférieure d'une statue de très grande hauteur puisque ce seul fragment mesure 0,98 m de hauteur sur 0,65 m de largeur et 0,30 m d'épaisseur. La seule gravure visible correspond aux orteils du pied droit du personnage.